# Australaena hystricina
Espèce
Australaena hystricina est une espèce d'araignées aranéomorphes de la famille des Anyphaenidae.

## Distribution
Cette espèce est endémique de Marotiri aux îles Australes en Polynésie française,.

## Description
La femelle holotype mesure 10 mm.

## Publication originale
- Berland, 1942 : Polynesian spiders. Occasional Papers of the Bernice Pauahi Bishop Museum of Polynesian Ethnology and Natural History, vol. 17, no 1, p. 1-24 (texte intégral).